# Inginerie genetică
Ingineria genetică, cunoscută și drept modificarea genetică sau manipularea genetică, reprezintă modificarea și manipularea materialului genetic al unui organism la nivel molecular și celular folosind tehnologia. Este un ansamblu de tehnologii folosite pentru a schimba compoziția genetică a celulelor, inclusiv transferul genelor între specii pentru a produce organisme îmbunătățite sau noi. Astfel, se obțin microorganisme, plante și animale reprogramate genetic, în al căror genom sunt incluse gene străine, utile, exprimabile și transmisibile stabil la descendenți.
ADN-ul nou este obținut fie prin izolarea și copierea materialului genetic de interes folosind metode de ADN recombinant, fie prin sinteza artificială a ADN-ului.

## Tehnici utilizate în ingineria genetică
Ingineria genetică utilizează metode de cultură in vitro a celulelor și țesuturilor animale și vegetale și tehnologia ADN-ului recombinat. Pe aceste metode se bazează hibridarea somatică la plante și animale, haploidia prin androgeneză și ginogeneză experimentală, precum și clonarea, la fel ca si imunitatea genetică cu privire la anumite virusuri și boli.
Hibridarea somatică la plante se realizează cu ajutorul protoplaștilor, celule în care s-a distrus peretele celular prin tratamente enzimatice (exemple: celulaza, pectinaza). Drept urmare, fiecare celulă va fi perfect izolată de celelalte, permițând efectuarea experimentelor.
Protoplaștii pot fi izolați din orice organ al plantei. Ei manifestă totipotență, având capacitatea să regenereze plante întregi, prin cultivarea pe mediul artificial in vitro (exemplu mediu solid de agar-agar). 
Fiind lipsiți de perete celular, protoplaștii pot fuziona spontan sub influența anumitor substanțe (nitrat de sodiu, polietilenglicol, ioni de calciu). După fuzionarea celulelor, fuzionează nucleii, se reface peretele celular și începe diviziunea celulară. După circa trei săptămâni se formează calusuri de culoare verde, care încep să crească. Pentru a regenera plantele, calusurile se transferă în medii speciale de diferențiere. 
În urma hibridării somatice rezultă hibrizi interspecifici asemănători cu cei obținuți prin hibridarea sexuată. 
Avantajul hibridării este obținerea hibrizilor celulari între specii diferite care în mod normal nu se pot încrucișa sexuat. Un exemplu este cazul amfiploizilor de tutun (2n = 42 cromozomi) obținuți din două specii de tutun: Nicotiana glauca (2n = 24 cromozomi) și Nicotiana langsdorfii (2n = 18 cromozomi). Hibrizii obținuți înglobează numărul de cromozomi ai celor doi părinți. 
Alte avantaje ale utilizării protoplaștilor sunt: înmulțirea vegetativă foarte rapidă în urma căreia rezultă clone; obținerea unor forme poliploide ce vor fi utilizate în ameliorare; inducerea de mutante; transferul de gene sau cromozomi în protoplaști; transferul de cloroplaste în protoplaști; obținerea unor plante rezistente la viroze, etc. 
Haploidia prin androgeneză și ginogeneză experimentală este o altă metodă de cultură in vitro. 
Androgeneza constă în reprogramarea inormației genetice a microsporilor (grăunciorilor de polen), în culturi in vitro. Ulterior, prin diviziuni repetate, rezultă plante haploide (conțin doar jumătate din numărul de cromozomi ai speciei). 
Există două tipuri de androgeneză: 
- directă, care se realizează prin embriogeneză (din microspori se obțin embrioizi, care prin diviziuni repetate formează plante haploide);

- indirectă, care se realizează prin organogeneză (din calus, prin diferențiere, se formează țesuturi și organe, și ulterior, plante haploide).

Factorii cu o importanță deosebită în reușita androgenezei experimentale sunt: vârsta anterelor, mediul de cultură, hormonii, temperatura și lumina.
Plantele haploide obținute prin androgeneză prezintă următoarele avantaje: sunt pure genetic, sunt folosite pentru obținerea liniilor izogene (sunt homozigote pentru toate genele), sunt utilizate pentru producerea de soiuri noi și de hibrizi ce manifestă fenomenul heterozis; ajută la identificarea rapidă a mutațiilor recesive și la inducerea unor mutații artificiale.
Ginogeneza constă în reprogramarea informației genetice a macrosporilor (sacilor embrionari) în culturi in vitro. Astfel, dintr-un nucleu haploid, prin diviziuni repetate, se vor forma plante haploide. 
Deoarece plantele haploide astfel obținute sunt sterile, ele sunt diploidizate (prin tratamente cu colchicină) și apoi utilizate în diverse experimente.
Hibridarea somatică la animale
Primele încercări au fost făcute în anul 1960 de către Georges Berski și colaboratorii săi, care au folosit celule de șoarece, aparținând la două linii diferite, cultivate în amestec; ei au descoperit că acestea pot fuziona și forma celule hibride. Aceste celule prezintă caracteristici morfologice, fiziologice și biochimice diferite de cele ale celulelor fuzionate, dar înglobează numărul total de cromozomi ai genitorilor. Hibridarea celulară, la animale, reușește dacă sunt rezolvate două impedimente:
- găsirea unui agent inducător care să grăbească fuzionarea celulelor; este utilizat virusul Sendai inactivant;

- selectarea celulelor hibride din cultură.

S-au găsit medii de cultură selective în care celulele hibride se multiplică, iar celulele genitorilor sunt eliminate.
Odată îndeplinite aceste condiții, are loc fuzionarea celulelor somatice diferite și formarea heterocarionului. 
Ulterior are loc fuzionarea nucleilor, urmată de diviziuni mitotice succesive. În final, se formează celulele hibride somatice. Aceste celule nu pot regenera organisme animale hibride. Ele formează clone celulare hibride, la care sunt eliminați preferențial cromozomii uneia dintre speciile genitoare. Astfel, în culturile celulare hibride om-șoarece, se elimină o parte din cromozomii umani. Drept urmare, în descendența hibridă există o variație semnificativă a numărului de cromozomi.
Importanța practică a acestui fenomen constă în faptul că pot fi realizate hărți cromozomale umane, care permit o identificare precisă a genelor normale și mutante pe cromozomi.
Celulele hibride care conțin restructurări cromozomale sunt testate ulterior, pentru prezența sau absența enzimelor specifice. Astfel, sunt identificate cu precizie genele ce determină apariția maladiilor ereditare umane.
În prezent, se produc cibrizi, hibrizi celulare rezultați din formarea enucleate cu o celulă nucleată.
Clonarea organismelor reprezintă un ansamblu de procedee prin care se cultivă o singură celulă și se obține o colonie de celule identice. În urma clonării rezultă clone (celule și organisme pure, identice, ce provin dintr-un singur părinte).
La plante (care prezintă fenomenul de totipotență), clonarea se realizează prin androgeneză și ginogeneză. La animale, se realizează transplantul de nuclei străini în ovule la care s-au îndepărtat nuclei.
Metoda clonării prezintă avantajul că, de la un singur organism adult, se pot obține copii perfect identice, din punct de vedere genetic, ale organismului donator.

## Tehnologia ADN-ului recombinat
Această tehnologie grupează tehnicile care permit sinteza chimică sau izolarea genelor unor organisme, urmată de inserția acestora în genomul unor celule aparținând altei specii. Gazda va copia ADN-ul străin inserat artificial și-l va transmite descendenței. Rezultă astfel organisme reprogramate genetic. 
Avantajul acestei tehnici constă în faptul că toate depăși barierele de specie (poate transfera ADN-ul de la o specie la alta).
Etapele acestei tehnologii sunt: izolarea ADN-ului corespunzător unei anumite gene; multiplicarea sa; construirea unor molecule de ADN hibride; transferul de la o specie la alta.
Pentru a obține ADN recombinat se folosesc microorganisme (colibacili, drojdie de bere, Argobacterium sp.), enzime specifice și vectori. 

## Realizări și perspective ale ingineriei genetice

### Sinteza artificială a genelor
Prima realizare în domeniu, datează din anul 1970, când Har Gobind Khorana și colaboratorii săi au sintetizat artificial la drojdia de bere gena care determină sinteza de ARN-t ce transferă aminoacidul alanina la locul sintezei proteice.
Ulterior, s-au realizat sinteze artificiale de gene atât la procariote cât și la eucariote. Astfel, s-au sintetizat artificial genele care intervin în producerea hemoglobinei la iepure, ovalbuminei la găină, insulinei, hormonului de creștere, somatostatinei și interferonului la om.
În prezent, pentru a sintetiza artificial gene, se pornește de la ARN-m folosit ca matriță pentru sinteza ADN-ului. De exemplu, pentru artificială a genei ce determină producerea hormonului de creștere uman s-a extras ARN-m din hipofiză și s-a introdus în Escherichia coli care s-a cultivat industrial. Aceasta a produs cantități crescute de hormon.
Prin programare genetică se obțin substanțe antitumorale eficiente în terapia cancerului.

## Legături externe
- GMO Safety - Information about research projects on the biological safety of genetically modified plants.
- GMO-compass, news on GMO en EU Arhivat în 19 iulie 2008, la Wayback Machine.